# Flarksjön (Ytterhogdals socken, Hälsingland)
Flarksjön är en sjö i Härjedalens kommun i Hälsingland och ingår i Ljungans huvudavrinningsområde. Sjön har en area på 0,572 kvadratkilometer och ligger 259 meter över havet. Sjön avvattnas av vattendraget Fåssjöån (Grytån).

## Delavrinningsområde
Flarksjön ingår i det delavrinningsområde (689718-146730) som SMHI kallar för Utloppet av Flarksjön. Medelhöjden är 317 meter över havet och ytan är 23,78 kvadratkilometer. Räknas de 10 avrinningsområdena uppströms in blir den ackumulerade arean 115,23 kvadratkilometer. Fåssjöån (Grytån) som avvattnar avrinningsområdet har biflödesordning 2, vilket innebär att vattnet flödar genom totalt 2 vattendrag innan det når havet efter 176 kilometer. Avrinningsområdet består mestadels av skog (80 procent). Avrinningsområdet har 0,72 kvadratkilometer vattenytor vilket ger det en sjöprocent på 3 procent.